# Rust (コンピュータゲーム)
『Rust』（ラスト）とは、Facepunch Studiosが開発したマルチプレイヤーサバイバルコンピュータゲームである。2013年12月に早期アクセス版として最初にリリースされ、2018年2月に正式版がリリースされた。本作はWindowsとmacOSでプレイできる。Double Elevenと共同開発したPlayStation 4とXbox One向けの家庭用ゲーム機版は2021年5月にリリースされた。本作は当初は『Minecraft』に似たクラフティング要素を備えた『ARMA 2』の人気のmodの『DayZ』のクローンとして作成された。
本作の目的は集めたり盗んだりした材料を使って荒野で生き残ることである。プレイヤーは飢え、渇き、健康を上手く管理しなければ死の危険に晒される。クマやオオカミなどの敵対的な動物が存在するにも関わらず、ゲームは専らマルチプレイヤーなのでプレイヤーにとっての主な脅威は他のプレイヤーである。戦闘は火器や弓などの様々な武器を使って行われる。更に、ノンプレイヤーキャラクターが操縦する乗り物が時々走り回り、武装したプレイヤーを攻撃する。本作にはクラフティング機能があるが、ゲームのオープンワールドで特定のアイテムを発見するまでは制限されている。保護された状態を保つには、プレイヤーは基地を建設するかクランに参加して生存する可能性を高める必要がある。レイドは本作の主要な側面の1つである。本作は追加コンテンツを追加できる改造サーバに対応している。
本作は2013年12月にSteam早期アクセスプログラムで最初にリリースされた。この開発期間中に、ゲームプレイは大幅に変更された。主な環境の脅威がゾンビから危険な野生動物に置き換えられ、クラフティングシステムの基本的な部分に対する修正がいくつかリリースされ、全体的な改善と機能の追加も行われた。早期アクセス中に、本作はUnity 5ゲームエンジンに移植され、大幅なグラフィックの変更が行われた。本作では、プレイヤーのSteamアカウントの詳細と結び付けられた変更不可能な肌の色と生物学的性別も導入された。正式版がリリースされたにも関わらず、ゲームは引き続き更新されている。
本作のアルファリリース中、批評家のレビューは賛否両論で、たびたび他のサバイバルゲームと比較されてきた。本作は『DayZ』と『Minecraft』を混ぜたようなゲームだと一般に説明されていた。この期間中、レビュアーはゲームの本質が未完成だと頻繁に指摘した。プレリリース段階では、批評家は構想とゲームプレイを賞賛し、2017年3月までに本作は500万本以上を売上げた。早期アクセスの後、批評家から様々なレビューを受けた。プレイヤー対プレイヤーの戦闘とサバイバルの側面はゲームを楽しんだ人々から脚光を浴びたが、レビュアーは初心者の過酷な体験と材料のために絶えず単純作業をする必要があることに批判的だった。ゲームはリリース後も成功を収め続け、最高のサバイバルゲームの1つに挙げられている。

## ゲームプレイ
マルチプレイヤー専用のコンピュータゲームである本作は、プレイヤーは過酷なオープンワールド環境で互いに戦い、生き残ることだけを目標とする。オオカミやクマなどの動物は迫りくる脅威として振る舞うが、主な脅威は他のプレイヤーである。いくつかの事前に構築されたマップを除いて、殆どのマップは手続き型生成される。ゲームの開始時、プレイヤーは岩と松明しか持っていない。岩は木を切り倒し、石を砕き、武器として使用できる。動物を殺すと布と食料を集めることができ、鉱石を採掘すると石、金属鉱石、硫黄鉱石が得られ、木を切り倒すと木材を得られる。ゲームの世界で生き残るには、プレイヤーは資源を集め、それを使用して道具、武器、その他のアイテムを作成する必要がある。アイテムを作成するには、プレイヤーは必要な材料を用意する必要があり、高度なアイテムにはゲームワールド内に生成されたモニュメントの探索などで得られる部品が必要になる。探索難易度の高いモニュメントからは多くのアイテム、もしくは高度なアイテムが手に入りやすい傾向にある。ゲーム開始当初は作成できるアイテムの種類には制限があり、設計図を学習、使用するとより高度なアイテムを作成できるようになる。
プレイヤーは食物を摂取し続けないと餓死する。溺死、低体温症、熱中症、オオカミやクマなどの野生動物の襲撃など、ゲームプレイ中に克服しなければならない課題は他にもある。マップ上の特定の場所は放射能汚染されており、放射線量は軽度、低度、中度、高度に分類される。これらの区域に入るには適切な耐性値以上の防具や衣服を着用する必要があり、そうしない場合は徐々にライフが失われ死亡する可能性がある。プレイヤーは死亡すると、任意の場所、または死亡前に設置した寝袋やベッドでリスポーンする選択肢の画面が表示される。リスポーンするとプレイヤーのインベントリが基本の岩と松明にリセットされる。本作は「クラン」でプレイされることもある。クランは普通はメンバーのために家を建て、互いにアイテムや用品を与え、組織的なレイドや略奪に参加する。プレイヤー対プレイヤー（PvP）の戦闘は、弓、近接武器、銃で行われる。弾丸やその他の発射物はヒットスキャンではなく、弾道学に基づいた軌道を描く。各銃には高速弾や爆発弾など様々な種類の弾丸があり、より多様な戦略が可能になる。着弾追跡ではダメージを計算し、頭部への銃撃は体の他の部位への銃撃よりもダメージが大きくなる。ホログラフィック照準器などの武器付属品を使用すると、命中精度が上がり敵に対して優位に立てる。
本作にはプレイヤーが操縦できる乗り物がある。馬やバイク、自転車は陸上を、ボートは水上を長距離移動する際に使われ、貴重な戦利品を得るためや、その輸送に使われる。熱気球などのいくつかの航空機もマップを素早く探索するために使用できる。航空機は燃料を補給すると使用できる。これらのプレイヤーが操縦する乗り物は、攻撃的なAIエンティティとは異なり、プレイヤーが拠点に配置できる地対空ミサイルで破壊できる。同様に、プレイヤーは探索中に発見したモジュール式の乗り物を使って自分自身や他のプレイヤーを輸送できる。乗り物のシャーシは道端に配置されており、使用前に十分に修理してエンジンを取り付ける必要がある。
空中投下は本作の重要な要素の1つである。これはプロペラ機によって運ばれる落下傘付きの支援物資パレットである。これらは非常に遠くからでも見えるので、サーバー内のプレイヤーが空中投下に集まり争奪戦になることが多い。攻撃ヘリコプターやCH-47 チヌークなどの高度な戦利品を落とすその他のエンティティもある。これらはどちらもマップ上をランダムに動き回り、武器を装備しているプレイヤーの殺害を試みる。チヌークは更に、ゲームワールド内のランダムに選ばれたモニュメントまで移動し、一定時間後に開く施錠された支援物資の木箱を落とし、PvPのやり取りを促す。前哨基地はプレイヤーに資源を取引する場所を提供する安全地帯で、武器を使用したプレイヤーを自動的に攻撃する高ダメージのセントリーガンが見下ろしているので、攻撃を抑止できる。更に、これらのプレイヤーは一定時間NPCに対して敵対的とマークされ前哨基地に近づくと排除される。

## 開発
本作の開発は『Minecraft』から派生した要素を取り入れた『ARMA 2』の人気のサバイバルmodの「DayZ」のクローンとして始まった。Facepunch Studiosの最高経営責任者のGarry Newmanは、「本作は『DayZ』のクローンとして始まりました。しかし、私達はゾンビとの戦いにうんざりしたと判断した。また、ランドマークや町の観点からは『ARMA』の島に匹敵できない」と述べた。その結果、Newmanは本作は『S.T.A.L.K.E.R』シリーズの作品に似たものだと説明した。Facepunchは2013年12月11日にSteam早期アクセスプログラムで本作をリリースした。アルファ版のリリースの後、Facepunchは本作の更新版を積極的にリリースし、動物、狩猟、防具、武器などの仕組みを追加した。2014年2月、開発者は本作から一時的な敵であるゾンビを除去し、赤い突然変異体のクマとオオカミに置き換えた。開発者は早い段階で探索できる興味深い場所を世界に増やそうとするのではなく、それらを生成する機能を提供するという選択をした。Newmanはこれを「我々はそれらに道具を与えて、それらが世界を作る」と説明した。開発者の目標の1つは、プレイヤーに特定の行動を推奨しない世界を作ることだった。彼らは『DayZ』のような他のプレイヤーを殺害したプレイヤーに「盗賊」として識別される独自の衣服を着せたり、評価や色分けシステムの実装を検討した。しかし、開発者は最終的にはプレイヤーの自由を損なうと信じてこれらの着想を却下した。代わりに、ボイスチャットの実装がプレイヤーの行動に著しい効果をもたらすという驚くべき発見をした。コミュニケーション能力より、多くのプレイヤーは恐怖から見かけただけで殺し合うことがなくなった。
2014年後半、開発者は本作の実験モードをリリースし、当時リリース前だったゲームエンジンのUnity 5に移植してグラフィックを強化し、シェーダーの仕組みと質感の現実感を向上させ、より大規模な手続き型生成世界を実現した。実験モードにはCheatPunchと呼ばれる新しいアンチチートシステムが搭載され、数日間で数千人のプレイヤーが禁止された。2014年10月、実験モードが既定の起動オプションになった。その直後の12月、CheatPunchはサードパーティのアンチチートシステムであるEasyAntiCheatに置き換えられた。2015年初め、本作にSteam IDに基づいて各プレイヤーの肌の色を決定する機能が追加された。
元のゲームでは、ヘッドアップディスプレイにヒットポイント、空腹度、放射線レベルなどの統計が表示されていた。これらは後に変更され、低体温症などの非表示の統計が追加された。モニュメントは、放射線の危険性が迷惑を招いたので、開発者がそれを除去する段階を経た。直後にゲームに追加された女性モデルは、当初はサーバ管理者のテスト用だった。ゲームの発売後は、肌の色と同様に、プレイヤーにはSteamアカウントに永続的に紐付けられた生物学的性別が自動的に割り当てられた。2015年後半、銃、衣類、その他の物を販売する仮想商品ストアがゲームに追加された。Valveがアイテムストアを導入したとき、本作はSteamでその機能を使用する最初のゲームだった。Steamコミュニティマーケットでも同じようなアイテムを販売できるようになった。
開発者は本作のゲームプレイの中心的な概念の1つである青図を2016年7月に除去した。代わりに、木材の収集などの作業を完了するとプレイヤーがレベルアップできる経験値システムが導入された。9月、主任開発者のMaurino BerryはRedditでの投稿で、経験値システムは永続的ではないと言及し、Berryは経験値システムはリリース前は賞賛されていたが、その後多くの批判を受けたと説明した。2016年11月初め、経験値システムは部品に置き換えられた。当初、プレイヤーには初期に作成できるアイテムの一覧が提供されていた。これは最初から必要な部品を含む完全な一覧に変更された。結局、青図は再導入された。放射線は2015年に除去されたが、「最初から再プログラム」された後の2016年11月に再導入された。各場所の放射線レベルが同じになるのではなく、開発者は低度、中度、高度の異なるレベルを追加した。
2017年初め、Garry NewmanはSteam早期アクセスが存在しなければ、本作は正式版としてリリースされていただろうと述べた。開発チームは更新をリリースし続けただろう。2017年6月、開発者はゲームの銃の仕組みを「伝統的なファーストパーソン・シューティングゲーム」により似たものに変更した。これは反動と材料費の削減と、全体的な精度の改善によって達成された。この更新では、ゲームで唯一の非手続き型生成マップであるハピス島の全面的な見直しも開始された。ゲームは早期アクセスを終了し、2018年2月8日に正式リリースされた。この更新にはグラフィックの更新と銃の修正が含まれていた。Newmanは正式リリース後も継続的に更新されると言及した。彼は「機能の追加や修正を急いで行って、最終的に何か他のものを破壊する」ことを避けるために更新周期が毎週から毎月に変更されると言及した。

### リリース後
2018年に本作が正式リリースされた後、Facepunchは新しい武器、乗り物、NPCが居住する場所、探索可能なエリア、グラフィックの全面的な見直しなどの更新でゲームを継続的にサポートしている。任意の有料ダウンロードコンテンツもリリースされている。2019年2月にリリースされた最初のダウンロードコンテンツの「Instruments Pack」では新たな楽器が追加され、2020年7月にリリースされた2番目のダウンロードコンテンツの「Sunburn Pack」ではスイミングプールの設備が追加された。2021年2月、本作に「ソフトコア」モードが導入された。このモードは、様々な人気コンピュータゲームライブストリーマーがゲームを大勢の視聴者に放送した結果、ゲームの人気が急上昇した後に導入された。ソフトコアモードではクランの規模を制限するなど、プレイヤーの損失や不利を制限する様々な機能を追加することで、ゲームの難易度を下げた。3つ目のDLCの「Voice Props Pack」は2021年7月に発売され、ラジオカセットレコーダーやカセットテープデッキなどの音響機器が利用できるようになった。
本作の家庭用ゲーム機版は2019年にFacepunchとDouble ElevenによってMicrosoftのXboxの発表会のX019で初めて発表された。本作は2020年にリリースされる予定だったが、2020年12月にDouble Elevenが新型コロナウイルス感染症の世界的流行により開発が遅れたことを理由に挙げ、発売日を2021年に延期した。2021年3月初め、本作の家庭用ゲーム機版はプレイヤーが参加できるクローズドベータに入った。しかし、3月後半に、本作が2021年5月21日にPlayStation 4とXbox One向けにリリースされることが発表されるまで、具体的な発売日は発表されなかった。開発者は家庭用ゲーム機版のリリースがPC版の更新に影響することはなく、新しいバージョンは「独自のロードマップとコミュニティを持つ別の体験」になると言及した。

## 評価

### 早期アクセス
本作はアルファ版のリリース後に様々なレビューを受け、未完成で洗練されていないと指摘する声が多かった。PC GamerのAndy Chalkは本作は早期アクセスの優れた使い方であり、「完成には程遠い」が、プレイ可能であると述べた。GameSpotのShaun McInnisは2014年初めのバージョンは「粗削り」で「バグだらけ」だが、面白く、可能性を秘めていると述べた。Rock, Paper, ShotgunのMatthew Coxは開発者がゲームの不安定さから2014年後半にUnityエンジンに切り替えたのは賢明な判断だったと述べた。Coxのレビューで、彼は2014年後半のバージョンには動物が反応しない、フレームレートの問題、サーバが不安定などの多くの障害があったと指摘した。IGNのMitch Dyerは戦闘を楽しめず、本作を「半ば壊れた」ゲームと呼び、推奨できないと感じた。しかし、彼は本作の体験を「完全に忘れられない」体験であり、しばしば予測不可能であると賞賛した。
『Just Survive』や『Ark: Survival Evolved』のような他のゲームは、オープンワールドでのサバイバルという側面や似たようなクラフトの仕組みを備えていることから本作と比較された。『DayZ』も本作のゲームプレイに影響を与えたため類似点が指摘された。特に、KotakuのLuke Plunkettは類似点について考察し、誰かが『Dayz』と『Minecraft』を同時にプレイできるゲームを作ることを意図したのではないかと感じたと述べた。
プレイヤーのキャラクターを選択や設計できない点は、称賛と批判の両方を受けた。YouTubeチャンネルのExtra Creditsは、プレイヤーのゲーム内での人種をランダムに選択するようにしたことで多様性を促進したとして本作を称賛した。人種をSteam IDに結び付けることは、プレイヤーに通常と異なる方法でゲームを体験することを強制し、恐らくは異なる民族の誰かへの共感が促進する。ShacknewsのDavid Craddockは、女性モデルを追加した際にFacepunchとコミュニティの間のコミュニケーションが不足していたと批判した。この批判に対して、Garry Newmanは人種機能の追加に多少の不安を感じたと述べ、元のキャラクターモデルを「黒く塗りつぶした」と見なされるかもしれないと恐れた。彼は選択した民族は永続的であり、「現実の生活と同じように、あなたはあなたです」と強調した。NewmanはThe Guardianの記事で、プレイヤーキャラクターの性別と人種を選択する選択肢を提供しない背景の理由を説明し、本作は特徴付けやアイデンティティーではなく、サバイバルが目的であり、「私達はプレイヤーの外見が時間と共に一貫していることを望みました。プレイヤーは一貫して長期的に識別できなければなりません。」と述べた。女性モデルの追加直後、売上げが74%増加したことが報じられた。

### 正式版
完全版の発売後、本作はレビュー収集サイトのMetacriticで「賛否両論または平均的」なレビューを獲得した。批評家はPvP戦闘、難易度、サバイバル、サバイバルの側面を称賛したが、一方で単純作業や新規プレイヤーの体験についてはいくつか批判も受けた。
多くの批評家は最初からやり直すのはイライラするが、戦闘はやりがいがあるという意見を持っていた。例えば、PC GamerのLuke Winkieは本作を「全裸で目覚め、命がけで逃げ、互いに残酷なことをする。これに壮大な物語、神話、勝利条件はありません。」と要約した。彼は初心者の体験を「かなり厄介」と表現したが、戦闘を称賛し続け、「馬鹿の頭に手斧を突き刺すのは最高だ」と冗談を述べた。ドイツの雑誌のGameStarの執筆者のGloria Manderfeldもこれらの意見に賛同し、PvP以外に終盤にすることが殆どないと付け加えた。しかし、彼女はPvP事態は効果的だと意見を述べた。DestructoidのRay Porrecaは戦闘こそが本作の「核心」だと説明した。しかし、戦闘への欲求によって体験は異なり、「有害な傾向のあるコミュニティを無視できるなら、本作の広大な平原と倒壊した史跡は、プレイヤー主導の語り聞かせや劇的な瞬間に最高の背景です。」と彼は書いた。GameSpotのAlessandro Barbosaは否定的なレビューで、全体的な体験が満足できるものではないと述べた。彼は基地を簡単に再設計できる機能のようなゲームにある程度のクリエイティブ機能が欠けていると説明した。
新規プレイヤーとしての体験に対する蔑視は、単純作業の必要性とそれがいかに反復的になったかと併せて指摘された。IGNのレビューでは、本作はプレイ中の全時間を単純作業に費やすことを期待しており、そうしないとレイドされて最初からやり直さなければならないと恐れていると説明した。Game InformerのJavy Gwaltneyもこれを繰り返し、より経験豊富な他のプレイヤーと接触しただけで死んでしまうのでやる気がなくなると説明した。Manderfeldの説明に同意して更新されたレビューでCoxは、しばらくすると彼の根気は尽きたと述べた。彼は一度はヒットポイントを維持するのが楽しかったかもしれないが、2018年にはその可能性が挫かれたと述べた。
それにも関わらず、一部の批評家はゲームの難しさを称賛し、生き残ることができた後の満足感について言及した。Porrecaは時間を費やす気のある人に本作を推薦して、本作は「社会的サンドボックスと深みがあり機能的なクラフティングシステム」を提供していると述べた。Winkieはより多くを学び、より良いアイテムを発見しながら、空腹、渇き、体力を管理する必要性に興味を示した。彼はまたは、大規模な複数クランによるレイドについてのYouTubeの動画に言及し、本作に熱心な人々への感謝の気持ちを表した。彼は他のゲームとの違いから皆が本作を試してみるべきだと述べてレビューを締めくくった。Coxも本作の野蛮さはプレイヤーが最終的に成功したときに感じる満足感を増すだけだと指摘して同意した。
グラフィックに対する反応は賛否両論だった。批評家は環境を称賛したが、アニメーションとキャラクターモデルは非難した。Barbosaはアニメーションを「堅く不自然」、モデルを「醜くて冴えない」と述べた。更に、本作の音声の使い方は、プレイヤーが生き残るためには周囲の音を聴く必要があるため納得がいくと考えたGwaltneyによって称賛された。
本作は発売以来、コンピュータゲームジャーナリストによるいくつかの「最高のサバイバルゲーム」の一覧に含まれている。

### 売上げとプレイヤー数
『Garry's Mod』が発売初週に34,000本しか売れなかったのに対して、本作はアルファ版の発売から最初の2週間で15万本以上を売上げた。本作の売上げは早期アクセスタイトルになってから僅か2ヶ月で100万本に達し、2014年2月には『Garry's Mod』の売上げを追い越し、3,000万米ドル以上を売上げた。2015年末までに、300万本を売上げた。2017年3月までに、本作は520万本以上を売上げ、ゲーム内スキンは120万本以上売れた。2019年12月、Facepunchは本作が900万本を売上げ、1億4,200万米ドルを稼ぎ、『Garry's Mod』のグロスを追い越したが、総売上げではまだ及ばなかったと発表した。
2021年1月、本作はライブストリーマーがTwitch.tvでゲームを大勢の視聴者に向けて放送したことによって人気が急上昇した。本作はTwitchのゲームランキングのトップに昇り詰め、ライブストリーミングの同時視聴者数が最大となった1月3日には100万人を超えた。この高視聴者数の原因となった主な集団はOfflineTVだった。本作への興味が再燃したことにより、本作は同時プレイヤー数の最高記録を2倍以上も更新できた。更に、Newmanはこの期間中にゲームが2日間で100万米ドルを売上げたと報告した。2021年末、Facepunchはゲームの売上げが1,250万本近くに達したと発表した。同社はまた、当時発売済みだった3つのDLCの中でVoice Props Packが最も成功したと言及した。

### ロールプレイ
マルチプレイ専用タイトルであることに加え、プレイ方針がプレイヤーの手にゆだねられているというゲーム性から、本作はロールプレイとも相性が良く、配信者向けサーバでのロールプレイは人気を集めた。一方、このようなサーバへのDDoS攻撃や、視聴者の鳩行為も問題視されていた。